# Karen Cargill
Pour les articles homonymes, voir Cargill (homonymie).
Karen Cargill (née en 1975) est une mezzo-soprano lyrique britannique.

## Biographie
Karen Cargill effectue ses études musicales à la Royal Scottish Academy of Music de Glasgow, puis à l'Université de Toronto et au National
Opera Studio de Londres. En 2002, elle remporte le prix du mémorial Kathleen Ferrier (Kathleen Ferrier Memorial Stipendium),.
Elle chante sous la direction de chefs d'orchestre tels que James Levine, Yannick Nézet-Séguin, Andrew Davis, Chung Myung-whun, Valery Gergiev, Bernard Haitink (dans la Symphonie no 9 de Beethoven avec le LSO), Neeme Järvi, Kurt Masur, Antonio Pappano (dans Wagner et Strauss), Simon Rattle, Donald Runnicles (Das Lied), John Storgårds (Missa solemnis de Beethoven) et Colin Davis, avec les grands orchestres du monde de Boston, Rotterdam, Séoul et la Philharmonie de Berlin, l'Orchestre de chambre d'Europe, le Symphonique et le philharmonique de Londres et les orchestres symphoniques de la BBC de Londres et d'Ecosse. Elle s'est produite dans des salles prestigieuses, notamment au Wigmore Hall de Londres et au Carnegie Hall à New York, lors des BBC Proms et au festival d'Édimbourg, et fait ses débuts au Concertgebouw d'Amsterdam, pendant la saison 2016/2017.
À l'opéra, elle joue sur les scènes des théâtres du Metropolitan Opera, à Covent Garden et au Deutsche Oper de Berlin, incarnant notamment les rôles de Magdalene dans Die Meistersinger von Nürnberg, Dryade dans Ariadne auf Naxos de Richard Strauss et Waltraute dans le Götterdämmerung de Richard Wagner.
Artiste associée au Scottish Chamber Orchestra, l'ensemble accompagne Karen Cargill, pour des enregistrements de Das Lied de Mahler, de Les Nuits d'été. Avec le LSO, elle enregistre, L'Enfance du Christ, La Mort de Cléopâtre, La Damnation de Faust.
En récital, elle se produit régulièrement avec le pianiste Simon Lepper. Certaines de ses prestations étant diffusées en direct sur BBC Radio 3.

## Discographie
- Mahler, Das Lied von der Erde - Karen Cargill et Johan Botha, ténor BBC Scottish Symphony Orchestra, dir. Donald Runnicles (2009, BBC Music Magazine, volume 18, no 2) (OCLC 643917072)
- Alma et G. Mahler, Lieder (5 Lieder ; Rückert Lieder, Lieder eines fahrenden Gesellen et Urlicht, extr. seconde symphonie) - Simon Lepper, piano (1-4 juillet 2013, SACD Linn Records CKD 453)
- Verdi, Requiem - Orchestre philharmonique de Londres, dir. Neeme Järvi (OCLC 979174421)
- Berlioz, L'Enfance du Christ, Yann Beuron, Matthew Rose, William Dazeley, Tenebrae Choir, London Symphony Orchestra, dir. Colin Davis (CD LSO Live 2007) [enregistrement de concert effectué en décembre 2006]. Disponible sur YouTube
- Berlioz, Les Nuits d'été et La Mort de Cléopâtre - Scottish Chamber Orchestra, dir. Robin Ticciati (avril 2012, SACD Linn Records KCD 421)[6] (OCLC 871462958)
- Berlioz, La Mort de Cléopâtre (et Harold en Italie) - Orchestre symphonique de Londres, dir. Valery Gergiev (novembre 2013, SACD LSO live LSO0760) (OCLC 979170574)
- Berlioz, La Damnation de Faust, London Symphony Orchestra & Chorus, dir. Simon Rattle, 2 SACD LSO 2019

## Sources
- Livret du disque Berlioz, Les Nuits d'été et La mort de Cléopâtre (Linn Records KCD 421), p. 41.
- Livret du disque Berlioz, La mort de Cléopâtre (LSO live LSO0760), p. 19.